# Economico (Aristotele)
L'Economico (in greco antico: Οἰκονομικά?, Oikonomiká; in latino Oeconomica) è un'opera attribuita ad Aristotele. La maggior parte degli studiosi moderni lo attribuisce a un allievo di Aristotele o del suo successore Teofrasto.

## Struttura
Il libro I è suddiviso in sei capitoli che iniziano a definire l'economia. 
Esso, quindi, è un'introduzione che mostra la formazione di base di un'economia, ossia la famiglia. Il testo inizia affermando che l'economia e la politica differiscono in due modi principali, ossia nei soggetti con cui trattano e nel numero di governanti coinvolti. Come un proprietario di una casa, c'è solo una sentenza in un'economia, mentre la politica coinvolge molti sovrani. I praticanti di entrambe le scienze cercano di sfruttare al meglio ciò che hanno per prosperare.
Una famiglia è composta da un uomo e dalle sue proprietà e l'agricoltura è la forma più naturale di buon uso per questa proprietà. L'uomo dovrebbe quindi trovare una moglie, mentre i bambini dovrebbero venire dopo, perché saranno in grado di prendersi cura della casa man mano che l'uomo invecchia. Questi sono i capisaldi dell'argomento economico.
Il secondo libro si sviluppa con l'idea che ci sono quattro diversi tipi di economieː l'economia reale, l'economia satrapica, l'economia politica e l'economia personale. Chiunque intenda partecipare con successo e solidarietà a un'economia deve conoscere ogni caratteristica della parte dell'economia in cui è coinvolto. Tutte le economie hanno un principio in comuneː indipendentemente da ciò che viene fatto, le spese non possono superare le entrate. Questa è una questione importante, fondamentale per la nozione di "economia". Il resto del secondo libro riguarda eventi storici che hanno creato importanti modi in cui le economie hanno iniziato a funzionare in modo più efficiente e danno le origini di alcuni termini ancora in uso all'epoca e l'argomento principale è il flusso di denaro attraverso qualsiasi economia ed eventi particolari.
Il terzo libro è noto solo dalle versioni latine dell'originale greco e tratta del rapporto tra marito e moglie. Il classicista tedesco Valentin Rose, nella sua classica edizione dei frammenti aristotelici del 1886, ha ipotizzato che questo libro non fosse altro che il Περὶ συμϐιώσεως ανδρὸς καὶ γυναικός e i Νόμοι ανδρὸς καὶ γαμετῆς indicati nel catalogo di opere di Aristotele che compaiono nella biografia attribuita a Esichio di Mileto, tradizionalmente chiamata Vita Menagiana.